# Cessna 172

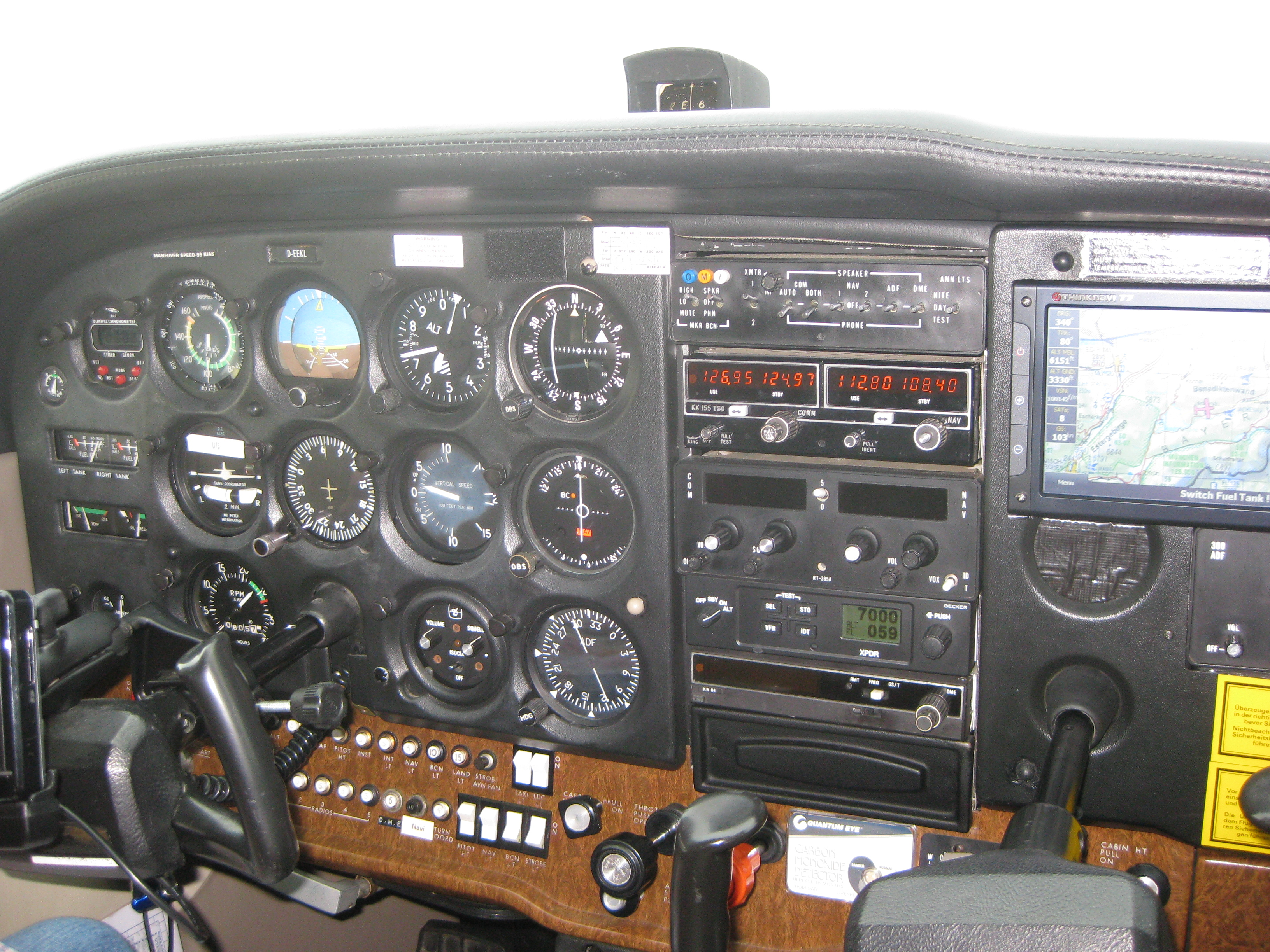
Cockpit einer Cessna 172 (2010)

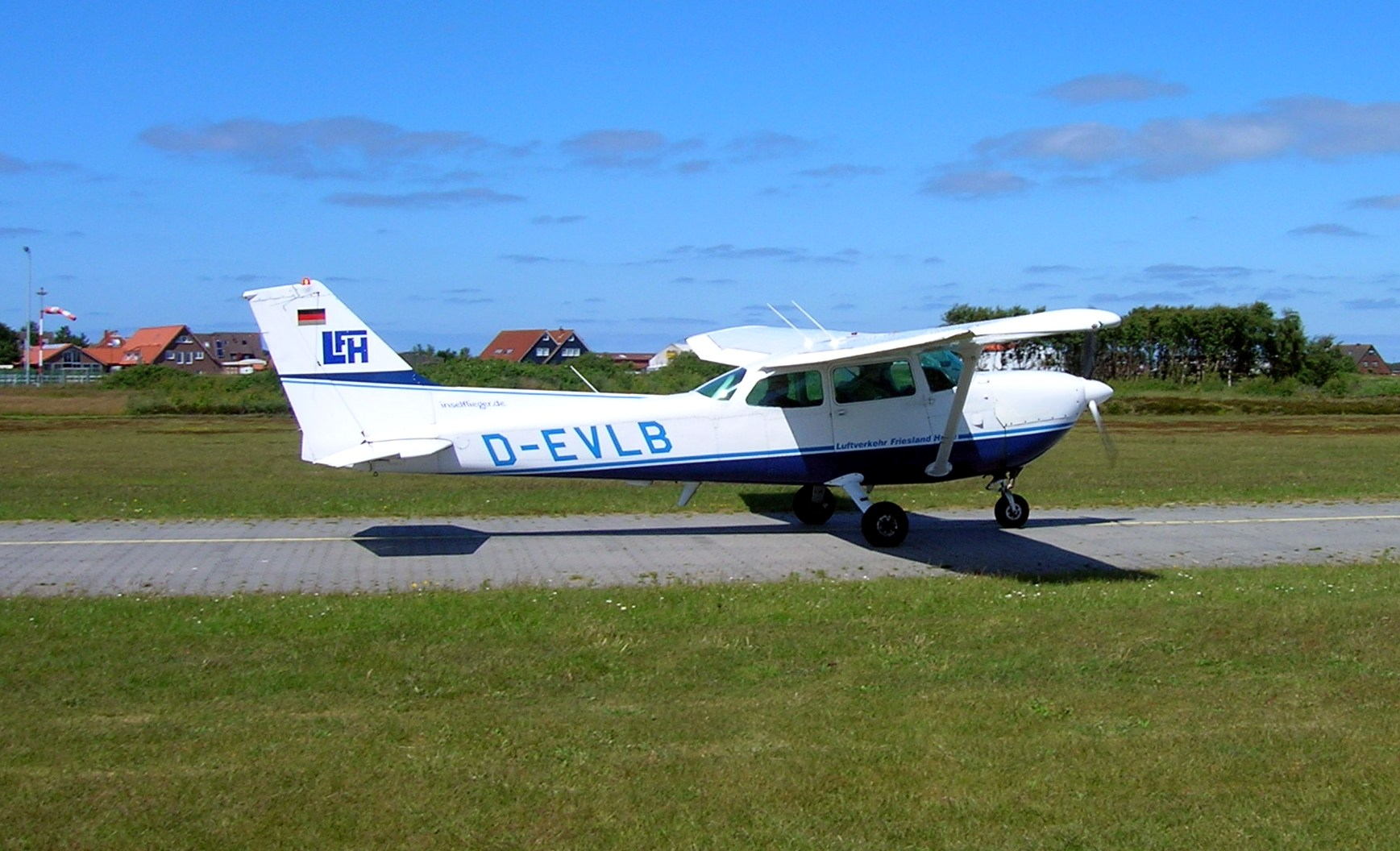
Cessna 172 Hawk XP der Fluggesellschaft LFH (2009)

Die Cessna 172 (auch Cessna Skyhawk) ist ein viersitziges, einmotoriges Leichtflugzeug des US-amerikanischen Flugzeugherstellers Cessna. Sie ist der meistgebaute Flugzeugtyp der Welt.

## Technische Merkmale
Die auf der Cessna 170B basierende Maschine ist ein robustes und gutmütiges viersitziges Leichtflugzeug, das von 1956 (alleine 1170 Stück) bis 1986 von Cessna und in Lizenz von Reims Aviation in Frankreich gebaut wurde. Danach ruhte die Produktion bis 1997 aufgrund amerikanischer Produkthaftungsgesetze, welche exorbitante Versicherungsprämien vorsahen.
Sie steht in der Reihe einmotoriger Schulterdecker: neben der zweisitzigen Cessna 150/152 gibt es auch die bedingt kunstflugtaugliche Version „Aerobat“, die stärkeren Cessna 177 Cardinal, Cessna 182 Skylane, die sechssitzige Cessna 210 Centurion, die sechs- bis achtsitzigen Cessna 206 und Cessna 207 Stationair und die große Turboprop Cessna 208 Caravan (14-sitzig) bzw. Grand Caravan (16-sitzig). Die 150/152, die 177, die 207, die 210 und die hier ungenannten Modelle werden nicht mehr hergestellt.
Skyhawks gibt es mit Motoren von 145 bis 180 PS (108 bis 134 kW) und Reisegeschwindigkeiten von 105 bis 135 Knoten (195–250 km/h), die Mindestgeschwindigkeit ist 45 Knoten (84 km/h). Die Dienstgipfelhöhe liegt bei 13.500 Fuß (4.115 Meter) und damit knapp über der Flughöhe von 13.000 Fuß (3.962 Meter), ab der laut Betriebsordnung für Luftfahrtgerät (LuftBO) zusätzlicher Sauerstoff oder eine Druckkabine vorgeschrieben ist. Vergleichbar mit der Cessna 172 ist die Piper PA-28 Cherokee. Als Reims FR172 Rocket wurde sie (nur in Frankreich) auch mit einem 210 PS (155 kW) starken Continental-Einspritzmotor gebaut. Am 6. Juni 2017 haben die US-Luftfahrtbehörde FAA und die EASA der 172 JT-A als Neuflugzeug mit einem Continental-Dieselmotor von 155 PS (114 kW) die Zulassung erteilt.
Die Version 172RG Cutlass hat ein Einziehfahrwerk (retractable gear = RG) sowie einen Verstellpropeller. Die Variante R172K Hawk XP mit 195 PS (145 kW) hat ebenfalls einen Verstellpropeller. Für die Cessna 172 wird auch ein Umbau mit Schwimmern für den Einsatz als Wasserflugzeug angeboten.

## Einsatz
Die Cessna 172 wird weltweit als Schulungsflugzeug für die Pilotenausbildung eingesetzt. Aufgrund ihrer Manövrierbarkeit und Langsamflugeigenschaften, in Verbindung mit vergleichsweise geringen Betriebs- und Wartungskosten, wird die C 172 gern als das klassische „Vereinsflugzeug“ angesehen. Betrieben wird es dabei hauptsächlich von Flugschulen, Vereinen und von Privatpersonen. Wegen der gutmütigen und sicheren Flugeigenschaften wird das Muster auch gern zum Verchartern (Vermieten) verwendet.
Die verschiedenen Modelle der Baureihe C 172 werden auch intensiv zu Sonderaufgaben wie Such- und Rettungsdiensten (vor allem in den USA durch die „Civil Air Patrol“), Pipeline und Powerline-Kontrollflügen, sowie zu Luftbildflügen eingesetzt. Die Cessna 172 ist, wie die etwas größeren Cessna 195 und Cessna 206, in USA, Kanada und Europa auch als Wasserflugzeug im Einsatz.

## Besondere Einsätze mit Medien-Resonanz

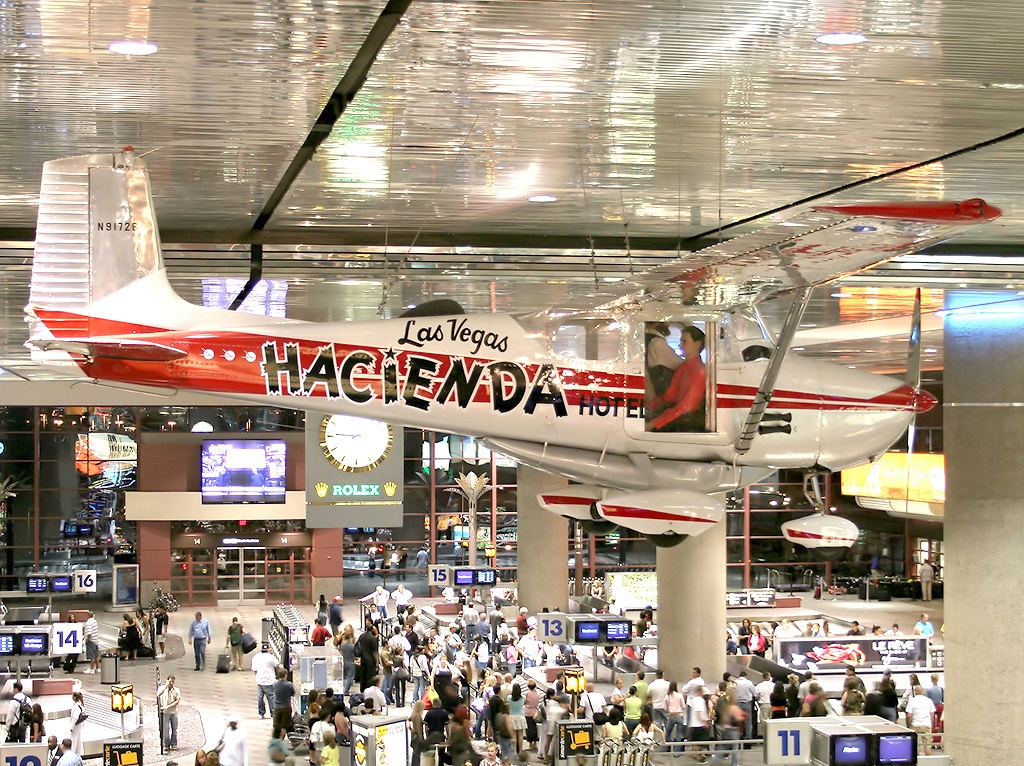
Die Cessna 172 Hacienda, mit der Timm und Cook 1958/59 den Dauerflugrekord aufstellten, im McCarran International Airport (2006)

Eine Cessna 172 wurde 1958/59 eingesetzt, um einen Dauerflug-Weltrekord aufzustellen, der nach wie vor besteht. Am 4. Dezember 1958 starteten Robert Timm und John Cook in einer gebrauchten Cessna 172 mit dem Luftfahrzeugkennzeichen N9172B vom McCarran Airfield in Las Vegas, Nevada. Nach 64 Tagen, 22 Stunden, 19 Minuten und 5 Sekunden landeten sie am 7. Februar 1959 wieder auf dem McCarran Airfield. Der nötige Treibstoff wurde jeweils täglich im Tiefflug aus einem unter dem Flugzeug fahrenden Ford Pick-up aufgenommen, weitere Vorräte mit einer Seilwinde.
Am 28. Mai 1987 flog der damals 18-jährige Mathias Rust mit einer Cessna 172P illegal von Helsinki nach Moskau. Seine Landung nahe dem Roten Platz wurde von einem Touristen auf Video aufgezeichnet und sorgte weltweit für Schlagzeilen.

## Motoren
In der Cessna-Baureihe 172 kommen unter anderem folgende Motoren zum Einsatz:
- Lycoming: O-320-E2D, O-320-H2AD, O-320-D2J,
- Teledyne Continental: O-300-A, O-300-B, O-300-C, O-300-D[7]
- Thielert Aircraft Engines: Centurion 1.7, 2.0 und 2.0s

## Flugleistungen
Die Flugleistungen sind stark von der Motorisierung abhängig, die zwischen 107 und 154 kW (145–210 PS) liegt.
Die Cessna 172 ist ein Reiseflugzeug, das beim Betrieb mit vier Personen und schwachem Antrieb schnell an die Grenzen seiner Leistungsfähigkeit kommen kann. Bei vergleichbaren Flugzeugen verhält es sich ähnlich. Ein vollständiges Befüllen der Tanks ist dann gegebenenfalls nicht mehr möglich, ohne dass das Höchstabfluggewicht überschritten würde. Dies führt zur Absenkung der Reichweite.
Ebenso leidet die Steigleistung, was besonders beim Start auf kurzen Bahnen kritisch werden kann und berücksichtigt werden muss.
Beim Betrieb mit zwei Personen und Gepäck ist nicht mit Einschränkungen zu rechnen, jedoch muss wie bei allen Flugzeugen auf die korrekte Gewichtsverteilung geachtet werden.
Im Reiseflug kann eine Geschwindigkeit von 95 bis 120 kn (176–222 km/h) erreicht werden, je nach Flughöhe und Motorleistung. Der Flugbenzin-Verbrauch ist dabei stark vom eingebauten Motor und von der Geschwindigkeit abhängig.
Die in der FR172 Reims Rocket eingesetzten Sechszylinder-Einspritzmotoren der Type Continental IO-360 H, 210 PS (155 kW) verbrauchen bei Reiseleistung von ca. 120 kn (222 km/h) ca. 40–42 Liter Flugbenzin pro Stunde.
Die Sechszylindermotoren O-300 mit 145 PS (108 kW) der früheren Baujahre (bis 1972) verbrauchen, ähnlich wie die neueren Vierzylinder mit 160 PS (119 kW) ca. 32–35 l/h  (z. B. O-320 von Lycoming).
Bei vollen Tanks können die Flugzeuge etwa 4 bis 5 Stunden mit Reserve in der Luft bleiben.

## Versionen

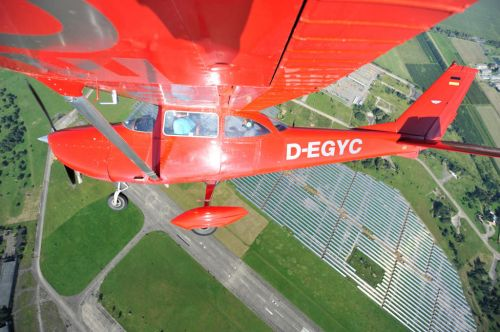
Cessna 172 H Reims (2011)

172Erste Basisversion aus dem November 1955 mit luftgekühltem Sechszylindermotor Continental O-300 und einer maximalen Startmasse von 998 kg. Einstiegspreis war 8995 US-Dollar und bis zur Ablösung 1960 durch die 172A wurden 4195 Stück gebaut.
172ADas 1960er Modell 172A besaß gepfeilte Schwanz- und Seitenruder sowie weitere Verbesserungen. Der Preis betrug nun 9450 US-Dollar. Insgesamt wurden 1015 Stück gebaut.
172DDie 172D (1963) bekam einen abgesenkten Rumpfrücken und ein großes Heckfenster, wodurch die Sichtverhältnisse deutlich verbessert wurden. Das höchstzulässige Startgewicht wurde gegenüber der 172C um 23 kg auf 1044 kg erhöht. 1011 Stück gebaut.
172RG Cutlass/Turbo CutlassVersion aus dem Jahr 1980 mit elektrisch einziehbarem Fahrwerk, Verstellpropeller und 195 PS (145 kW) starkem Lycoming O-360-Triebwerk. Sie war als Übergangsversion zur Cessna 182 gedacht und durch ihren Mehrpreis von 20.000 US-Dollar gegenüber dem Standardmodell (das jedoch kaum schwächere Leistungen bot) wenig erfolgreich. Viele Flugschulen in den USA setzten diese Version ein, da die speziellen Anforderungen an Erfahrungen für ein komplexes Luftfahrzeug nach Definition der Federal Aviation Administration erfüllt wurden, um eine Berufspilotenlizenz zu erwerben. Ab 1983 wurde auch eine Turboversion mit Lycoming O-540 mit 175 kW angeboten. Bis zum Ende der Produktion im Jahr 1985 wurden 1191 Maschinen gebaut.
FR172 Reims RocketVersion mit Sechszylinder-Einspritzmotoren Continental IO-360H mit 210 PS (155 kW) Leistung. Die Rocket-Serie mit 210-PS-Motor wurde ab 1967 ausschließlich bei Reims-Aviation (ehemals Fa. Holste-Aviation mit 51 % Anteil, Cessna 49 % Anteil) in Frankreich gebaut und speziell auf die Bedürfnisse in Europa (Alpenflug und kurze Flugplätze) sowie auf afrikanische Busch-Verhältnisse abgestimmt. Reims stellte von 1967 bis 1978 insgesamt 590 Rockets in den Varianten FR172E bis FR172J her. Der bei der Rocket verwendete Motor Continental IO-360 kam ursprünglich bei der militärischen Variante der Cessna 172, dem US-Militärflugzeug T-41B Mescalero, zum Einsatz und sollte nicht in Konkurrenz zur parallel gebauten Cessna-182er-Serie stehen. Die Europäer setzen sich jedoch mit dem Wunsch nach einer stärkeren Motorisierung gegenüber dem Cessna-Mutterwerk durch. Sogar eigene standardmäßig zugelassene Transportliegen können bei Ausbau der beiden rechten Sitze für die Unfallopferrettung mitgenommen werden. Unter allen gängigen einmotorigen Viersitzern weist die Cessna Rocket in der Statistik wertberichtigt die wenigsten Unfälle auf. Dies verdeutlicht einen Vorteil eines Hochdeckers mit seinem großen Abstand von Flügel zum Boden, der auf unbefestigten Plätzen langes Gras und sogar niedrige Büsche überragt.
172SDas Modell 172S wurde 1998 eingeführt; es ist das einzige Modell, das derzeit produziert wird.

### Spezialversionen

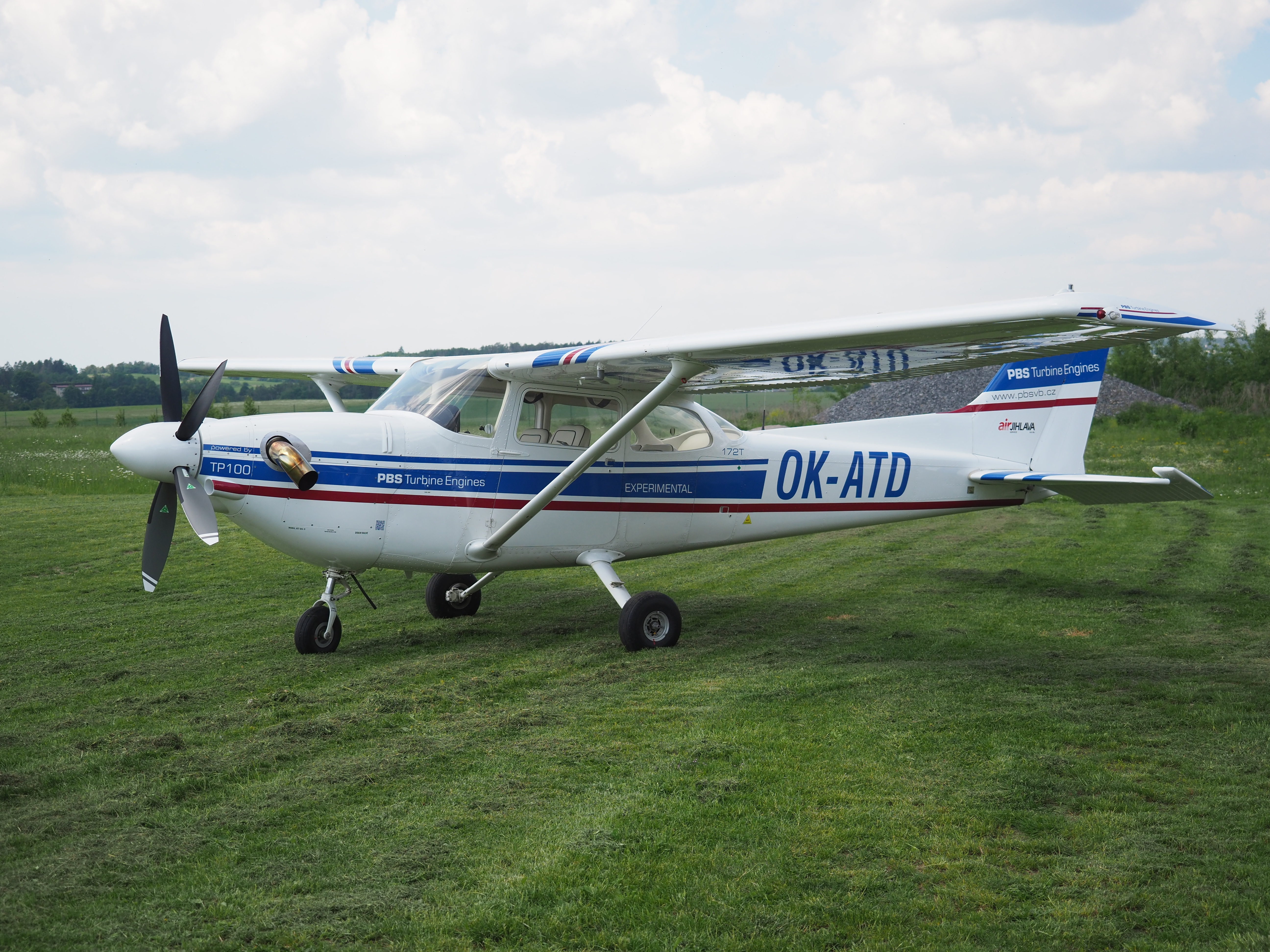
Reims-Cessna F172M Skyhawk mit TP 100 Propellerturbine (2019)

Turboprop-VersionDer tschechische Hersteller PBS hat eine Reims-Cessna F172M Skyhawk mit seiner TP 100 Propellerturbine ausgerüstet.

## Militärische Nutzer
- Bolivien: 3 172K[13]
- Chile: 18 R172K[14]
- Ecuador: 8 172F[15] + 1× 172G[13]
- Guatemala: 6 172K[16]
- Honduras: 3[17]
- Irak:[18]

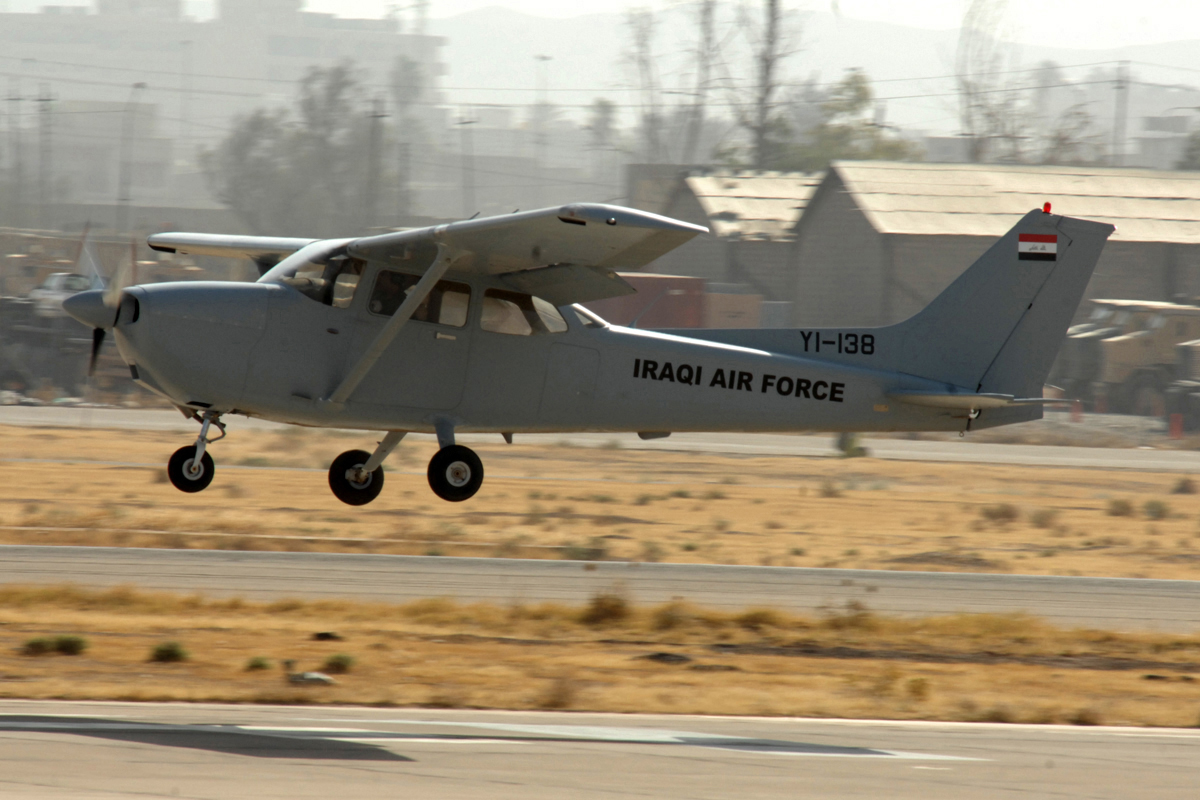
Eine Cessna 172S der irakischen Streitkräfte landet auf dem Militärflugplatz von Kirkuk (2008)

- Irland (Irish Air Corps): 8 FR172H, 1× FR172K[19]
- Liberia: 2[20]
- Madagaskar (Armée de l’Air Malgache): 4 172M[21]
- Österreich: 1[22]
- Osttimor: 1 172P[23]
- Pakistan: 4 172N[24]
- Saudi-Arabien: 8 F172G, 4× F172H, 4× F172M[25][26]
- Singapur (Republic of Singapore Air Force): 8 172K[26][27]

## Technische Daten

Dreiseitenansicht

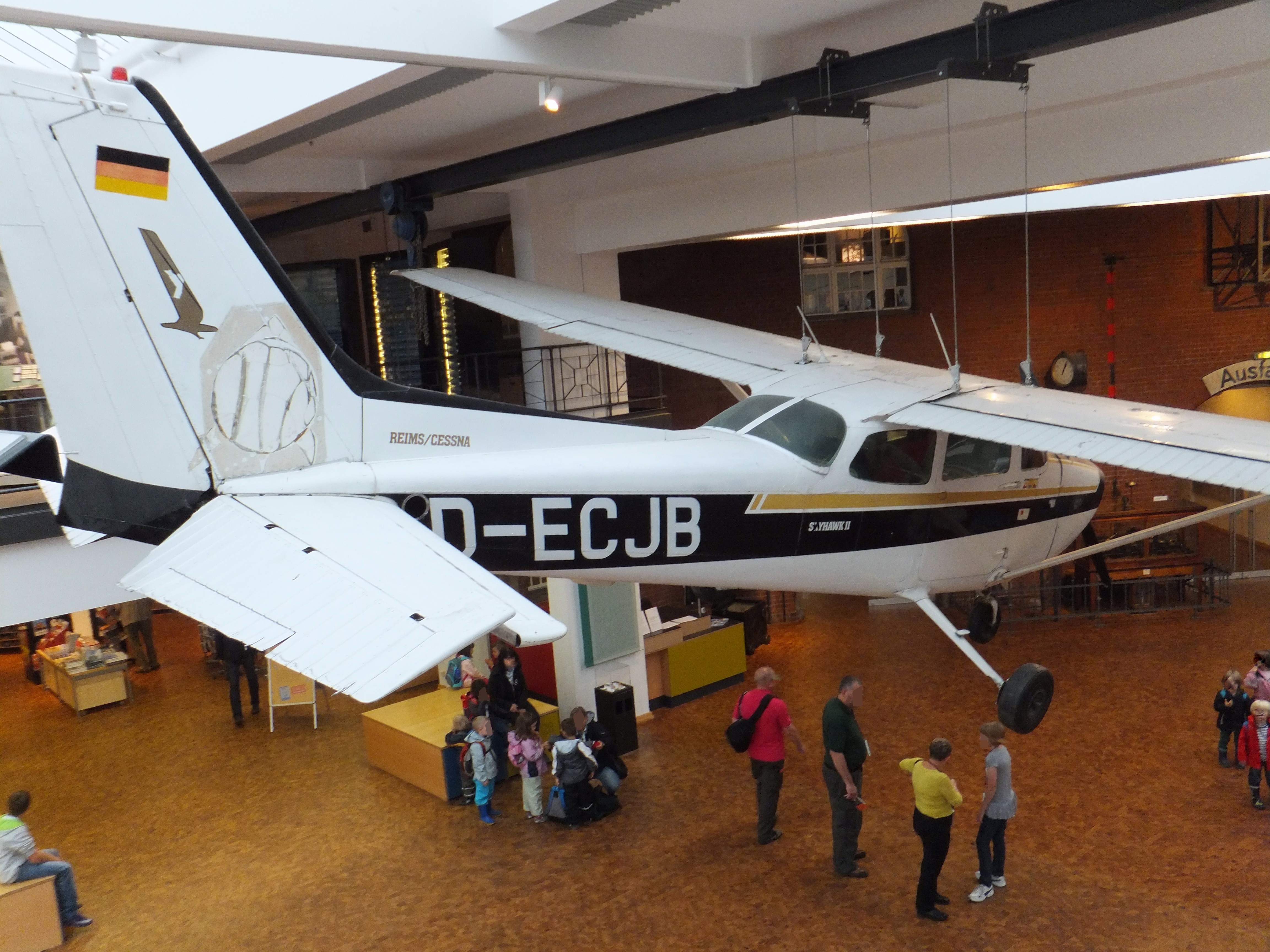
Die Cessna 172P des „Kremlfliegers“ Mathias Rust von 1987 mit dem Kennzeichen D-ECJB im Deutschen Technikmuseum Berlin (2012)

| Kenngröße             | Cessna 172 P                           | Cessna 172 RG Cutlass                            | Cessna 172 S                                                 |
| --------------------- | -------------------------------------- | ------------------------------------------------ | ------------------------------------------------------------ |
| Besatzung             | 1                                      | 1                                                | 1                                                            |
| Passagiere            | 3                                      | 3                                                | 3                                                            |
| Länge                 | 8,20 m                                 | 8,36 m                                           | 8,28 m                                                       |
| Spannweite            | 10,97 m                                | 10,97 m                                          | 11,0 m                                                       |
| Höhe                  | 2,86 m                                 | 2,68 m                                           | 2,72 m                                                       |
| Flügelfläche          | 16,17 m²                               | 16,17 m²                                         | 16,2 m²                                                      |
| Leermasse             | 779 kg                                 | 815 kg                                           | 781 kg                                                       |
| max. Startmasse       | 1089 kg                                | 1198 kg                                          | 1157 kg                                                      |
| max. Landemasse       | 1089 kg                                | 1198 kg                                          | 1157 kg                                                      |
| Reisegeschwindigkeit  | 210 km/h / 113,4 kn                    | 250 km/h / 135 kn (in 6000 Fuß)                  | 230 km/h / 124 kn (in 8500 Fuß)                              |
| Höchstgeschwindigkeit | 233 km/h / 125,8 kn                    | 300 km/h / 162 kn                                | 233 km/h / 126 kn (auf Meereshöhe)                           |
| Steigrate             | 3,3 m/s / 645 ft/min                   |                                                  | 3,7 m/s / 730 ft/min (auf Meereshöhe)                        |
| Dienstgipfelhöhe      | 4115 m / 13500 ft                      | 5334 m / 17500 ft                                | 4267 m / 14000 ft                                            |
| Reichweite            | 1130 km / 610 nm                       | 1910 km / 1031 nm                                | 1182 km / 638 nm                                             |
| Triebwerke            | ein Lycoming O-320 mit 160 PS (119 kW) | ein Avco Lycoming O-360-F1A6 mit 180 PS (134 kW) | ein Textron Lycoming IO-360-L2A 180 PS (134 kW) bei 2700/min |